# Fotochromizm

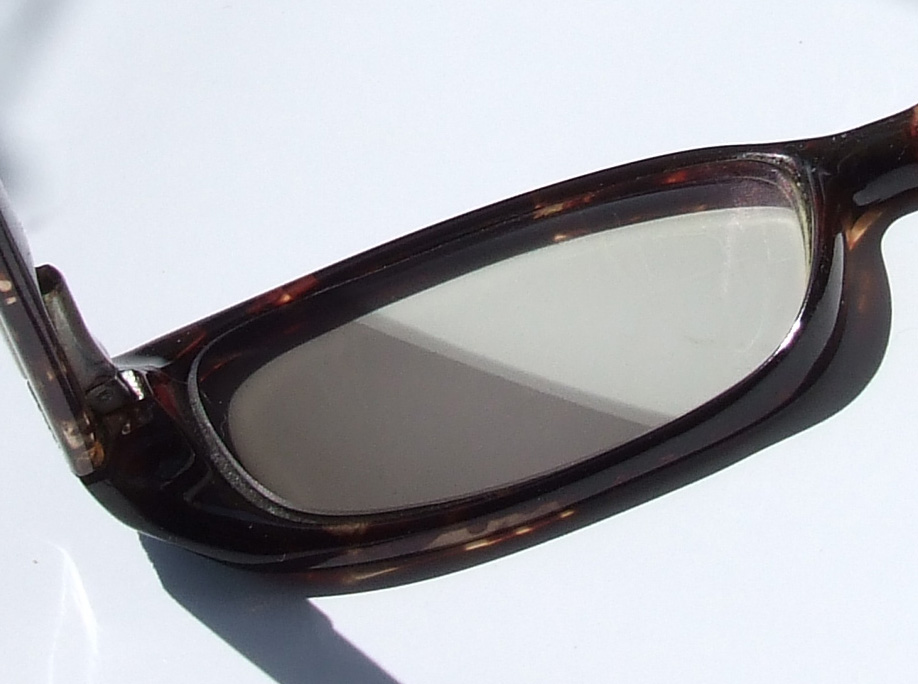
Fotochromatyczna soczewka w okularach

Fotochromizm, fotochromia, fotochromatyczność – zjawisko polegające na odwracalnej przemianie struktury związku chemicznego pod wpływem naświetlania. Transformacja zachodzi w wyniku absorpcji fal elektromagnetycznych(np. światła). Promieniowanie użyte do wywołania reakcji fotochromowej może pochodzić zarówno z zakresu światła widzialnego, ultrafioletu oraz podczerwieni. Zmiany, które występują w strukturze wywołane są przez zmianę energetycznego stanu cząsteczki chemicznej. Zjawisko fotochromizmu odnosi się zarówno do związków organicznych jak i nieorganicznych. 

## Mechanizm zjawiska
Struktura A związku absorbuje promieniowanie elektromagnetyczne o odpowiedniej energii, w wyniku pochłonięcia promieniowania o charakterystycznej dla danego związku długości fali następuje przekształcenie formy A w B, która ma odmienną strukturę. Reakcja odwrotna, a więc przejście ze struktury B w A może zachodzić pod wpływem promieniowania o innej energii lub przez zmianę temperatury. Odnosząc się do występowania dwóch stabilnych stanów energetycznych związki wykazujące fotochromizm nazywamy binarnymi.                                                                                                   
{\displaystyle A\rightleftarrows B}
Struktury A oraz B różnią się zarówno właściwościami spektralnymi jak i właściwościami fotochemicznymi, takimi jak: 
- moment dipolowy
- współczynnik załamania światła
- polaryzowalność
- hiperpolaryzowalność
- podatność dielektryczna

Poprzez zmianę struktury zmianie ulega również widmo absorpcyjne, co przejawia się przez zmianę barwy związku chemicznego poddanego naświetlaniu. W teorii przejścia pomiędzy strukturami A i B mogą zachodzić nieograniczoną liczbę razy, jednak w praktyce obie te formy ulegają fotolizie lub utlenianiu. Reakcje te prowadzą do stopniowego zanikania procesów fotochromowych podczas następnych naświetlań. 

## Zastosowanie
Główna grupa związków, które wykazują zjawisko fotochromizmu to pochodne azobenzenu. Najpowszechniejszym oraz najbardziej znanym zastosowaniem związków fotochromowych są zmieniające kolor soczewki okularowe, które pod wpływem promieni słonecznych ulegają przyciemnieniu. Ze względu na procesy utleniania oraz fotolizy, z czasem soczewki wykazują pogorszenie właściwości. Jako polimery związki te mogą być również stosowane w dziedzinach fotoniki oraz optoelektroniki np. do przechowywania informacji optycznych. Takie zastosowanie jest możliwe dzięki siatce dyfrakcyjnej, która powstaje przez obecność grup azobenzenowych. Oprócz tego są stosowane w nowoczesnych materiałach oraz chemii supramolekularnej.

## Rys historyczny
Zjawisko fotochromizmu odkrył w roku 1880 Markwald, badając odwracalne zmiany koloru 2,3,4,4-tetrachloronaftalenu-1(4H). Jest ono rezultatem różnych przemian, w tym:
- reakcji perycyklicznych
- izomeryzacji geometrycznych
- wewnątrzcząsteczkowego przemieszczenia atomu wodoru, innych atomów lub ich grup
- procesów asocjacji cząsteczek
- reakcji redoks
- tautometrii.